# La Frontière de l'aube
La Frontière de l'aube è un film del 2008 diretto da Philippe Garrel.